# Оомива-дзиндзя
Оомива-дзиндзя (яп. 大神神社) — синтоистское святилище, расположенное в префектуре Нара, Япония.

## Мифология
В святилище поклоняются Омононуси, который считается одним из аспектов Окунинуси, а именно — воплощает его сакимитама (яп. 幸魂 «счастливая душа») и кусимитама (яп. 奇魂 «удивительная душа»). Кроме того, там почитают Сукунабикону — крошечное божество, помогавшее Окунинуси в обустройстве Японии и считающееся богом медицины.
Рассказывают, что при императоре Судзине в стране началась эпидемия. Однажды Судзину явился Омононуси, потребовавший назначить жрецом в храме, посвящённом Омононуси, своего родственника Отатанэко. Когда это было сделано, бедствие прекратилось. Кроме того, существует легенда, что, когда императрица Дзингу отправлялась на войну с Силла, ей было трудно набрать армию. Тогда она основала у горы храм и принесла в дар ками меч и копьё, в результате чего войско собралось само собой.

## История

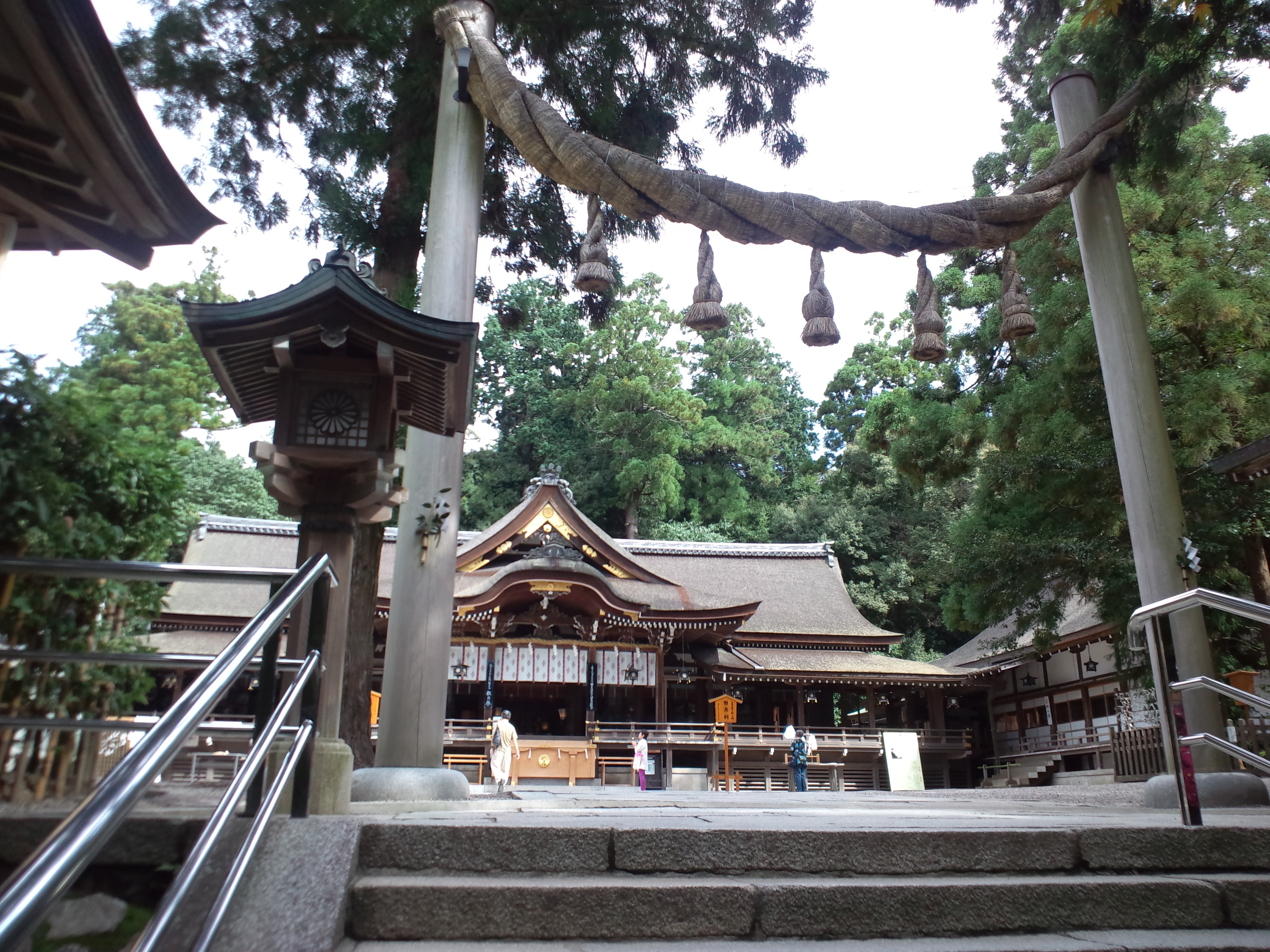
Tюрэн-тории в Оомива-дзиндзя

Оомива-дзиндзя является одним из древнейших храмов Японии. Святилище упоминается уже в «Энгисики». Оно расположено под горой Мива, которая и является синтаем здешнего божества (синтайдзан). Гора Мива многократно упоминается в Манъёсю, Кодзики, Нихон сёки. Вероятно, храм был важнейшим духовным центром страны Ямато, но его значение постепенно падало, когда стали набирать силу культ Аматэрасу в Исэ и крупные святилища в новых японских столицах Нара и Киото.
В эпоху Хэйан храм вошёл в среднюю категорию 22 элитных святилищ, получавшие непосредственную поддержку японского императорского двора. В 13 веке гора Мива вновь пережила расцвет, связанный с деятельностью буддийских монахов из храма Сайдай-дзи в Наре. В средневековье на горе располагался большой синто-буддийский комплекс миядэра, включавший в себя множество храмов обеих религий. Комплекс стал центром синкретического учения Мия-синто, которое также утверждало приоритет местного ками над Аматэрасу. Кроме того, гора являлась одним из центров сюгэндо, отчего во время симбуцу бунри (официального разделения буддизма и синто) в эпоху Мэйдзи все буддистские храмы на горе были разрушены.
С 1871 по 1946 год святилище было официально причислено к кампэй-тайся (яп. 官幣大社 большие императорские храмы) — высшей категории поддерживаемых государством святилищ.

## Архитектура
Так как синтай храма — сама гора Мива, храм не имеет хондэна, а лишь хайдэн. Границы священной территории (кинсокути) обозначают необычные мива-тории — строенные тории — от которых в стороны расходится изгородь мидзугаки, ограничивающая доступ к горе. Кроме того, святилище славится колоссальными стальными ториями высотой 32 метра, до 2000 года являвшимися самыми высокими в Японии (это звание перешло к ториям Хонгу-тайся). Кроме того, на территории святилища расположено несколько тюрэн-тории, одной из древнейших форм тории, у которых два столба соединены лишь соломенной верёвкой симэнава. Сегодня в святилище расположено 39 малых храмов, здания датированы 1660-ми годами.